# Collecchio Baseball Club
Il Collecchio Baseball Club (CBC) è una società di baseball e softball militante nel campionato italiano di baseball in serie A e nel campionato italiano di softball in serie A1, fondata nella città di Collecchio nel 1973.

## Organigramma
La società è suddivisa in due gruppi dirigenti che provvedono a gestire le squadre di Baseball (Collecchio Baseball club a.s.d.) e le squadre di Softball (Unione Sportiva Giovanile Collecchio Softball a.s.d.).

## Squadre iscritte nei campionati
| - Serie A - Serie C - Under 18 - Under 15 - Under 12 | - Serie A1 - Serie A2 - Under 18 - Under 15 - Under 13 |

## Cronistoria recente Collecchio Baseball
- 2008: 4º posto in Serie A2 girone A
- 2009: 7º posto in Serie A2 girone A
- 2010: 9º posto in Serie A federale girone B (ex Serie A2 in seguito alla denominazione della Serie A1 in IBL)
- 2011: 9º posto in Serie A federale (ex Serie A2 in seguito alla denominazione della Serie A1 in IBL)
- 2012: 5º posto nella Italian Baseball League 2D
- 2013: 6º posto in Serie A federale girone A (ex Serie A2 in seguito alla denominazione della Serie A1 in IBL)
- 2014: 4º posto in Serie A federale girone A (ex Serie A2 in seguito alla denominazione della Serie A1 in IBL)
- 2015: 2º posto in Serie A federale girone A (ex Serie A2 in seguito alla denominazione della Serie A1 in IBL)
- 2016: 2º posto in Serie A federale girone A (ex Serie A2 in seguito alla denominazione della Serie A1 in IBL)
- 2017: 1º posto in Serie A federale girone A (ex Serie A2 in seguito alla denominazione della Serie A1 in IBL)
  - Eliminato in semifinale playoff
  - Vincitore della coppa Italia di Serie A federale (ex Serie A2 in seguito alla denominazione della Serie A1 in IBL)
- 2018: 2º posto in Serie A2 girone A
  - Eliminato in semifinale playoff
- 2019: 1º posto in Serie A2 girone C
  - Eliminato in finale playoff
  - Ripescato in Serie A1
- 2020: 6º posto in Serie A1
- 2021: 1º posto nel girone C del qualification round di Serie A1 accede alla poule scudetto
  - 3º posto nel girone B della poule scudetto
- 2022: 2º posto nel girone B del qualification round di Serie A1 accede alla poule scudetto
  - 4º posto nel girone A della poule scudetto
  - Eliminato alla prima fase della Coppa Italia
- 2023: 3º posto nel girone B del qualification round di Serie A1 accede alla poule salvezza
  - 1º posto nel girone I della poule salvezza
- 2024: 1º posto nel girone B di regular season di Serie A1 accede ai preliminari play-off
  - Perde i due preliminati play-off ed affronta la poule salvezza
  - 1º posto nel girone di poule salvezza

## Cronistoria recente Collecchio Softball
- 2012: 2º posto in Serie A2 girone B
  - Eliminato in semifinale playoff
- 2013: 6º posto in Italian Softball League girone A
- 2014: 3º posto in Italian Softball League girone B
- 2015: 3º posto in Italian Softball League girone B
- 2016: 6º posto in Italian Softball League girone B
- 2017: 3º posto in Italian Softball League girone A
- 2018: 3º posto in Serie A1 girone A
- 2019: 8º posto in Serie A1
- 2020: 3º posto nel girone B di Serie A1
- 2021: 4º posto nel girone B di Serie A1
- 2022: 4º posto nel girone A di Serie A1
  - Eliminato alla prima fase della Coppa Italia
- 2023: 7º posto nel girone unico di Serie A1
  - 7º posto nel girone unico della Coppa Italia
- 2024: 8º posto nel girone unico di Serie A1